# James Japp
James Harold Japp (en: Inspector Japp) er en fiktiv politikomissær  fra Scotland Yard og optræder i ni romaner og 16 noveller, hvori Agatha Christies Hercule Poirot har rollen som privatdetektiv. Japp taler sjældent om sine personlige forhold, men det fremgår, at han er gift, selv om Mrs. Japp ikke optræder direkte i nogle af fortællingerne. 

## Japp som figur
Inspector Japp deltager i de fleste romaner og noveller, hvor Arthur Hastings er fortæller og optræder ligesom denne kun sjældent efter 1937. Hastings møder Japp for første gang i De låsede døre, men det fremgår af denne roman, at Poirot allerede i 1904 havde samarbejdet med politikommisæren. Japp har også en rolle i enkelte sager, bl.a. ved opklaringen af Mord i smøgen, hvor Hastings ikke deltager i jagten på forbryderen.
Mens Poirots funktion i Christies romaner fortrinsvis består i at finde den logiske løsning på en kriminalgåde, er det Japp som indsamler de nødvendige beviser mod gerningsmændene. Samarbejdet mellem dem foregår i de fleste tilfælde efter samme mønster. Japp stiller Scotland Yards eksperter til rådighed og finder de fysiske spor, mens Poirot ved hjælp af sine "små grå celler" opklarer sagen. Japp viser sig her som en grundig og noget fordomsfuld politimand, hvis forhastede konklusioner Poirot ofte tilbageviser. 
Politikommisæren har en tør, ind imellem malplaceret humor, som kommer til udfoldelse, når Poirot udfordrer hans logiske sans.  I flere plots opbygger de dog også en form for venskab, og Poirot lærer ham bl.a. at sætte pris på det franske køkken, i strid med den typiske englænders smag. 

## Japp som tv-figur
I tv-serien Agatha Christie’s Poirot spiller Philip Jackson rollen som Inspector Japp. Han er også på rollelisten i en del filmatiseringer, hvor personen ikke indgik i romanforlægget. I serien deltager han i 38 episoder, indspillet fra 1989 til 2001. På skærmen er han en langt mere afrundet personlighed end i bøgerne.